# Vidal Basco
Vidal Basco Mamani (Huayllumita, Soracachi, 8 de febrero de 1996) es un atleta boliviano especialista en carreras de larga distancia.
Ha conseguido una medalla de bronce en los 10.000 metros en el Campeonato Sudamericano de 2019. Actualmente posee récords nacionales en los 5000 y 10.000 metros.

## Resultados internacionales
| Representando a Bolivia | Representando a Bolivia                     | Representando a Bolivia | Representando a Bolivia | Representando a Bolivia | Representando a Bolivia |
| Año                     | Competición                                 | Lugar                   | Resultado               | Distancia               |                         |
| ----------------------- | ------------------------------------------- | ----------------------- | ----------------------- | ----------------------- | ----------------------- |
| 2015                    | Campeonato Panamericano de Atletismo Sub-20 | Edmonton (Canadá)       | 4.° (14:39.73)          | 5 000m                  |                         |
| 2015                    | Campeonato Panamericano de Atletismo Sub-20 | Edmonton (Canadá)       | (30:50.08)              | 10 000m                 |                         |
| 2016                    | Campeonato Sudamericano de Atletismo Sub-23 | Lima (Perú)             | 4.° (14:41.92)          | 5 000m                  |                         |
| 2016                    | Campeonato Sudamericano de Atletismo Sub-23 | Lima (Perú)             | (30:05.63)              | 10 000m                 |                         |
| 2017                    | Campeonato Sudamericano de Atletismo        | Asunción (Paraguay)     | 5.° (14:26.77)          | 5 000m                  |                         |
| 2017                    | Campeonato Sudamericano de Atletismo        | Asunción (Paraguay)     | abandono                | 10 000m                 |                         |
| 2017                    | Juegos Bolivarianos                         | Santa Marta (Colombia)  | 6.° (14:14.06)          | 5 000m                  |                         |
| 2017                    | Juegos Bolivarianos                         | Santa Marta (Colombia)  | abandono                | 10 000m                 |                         |
| 2018                    | Juegos Sudamericanos                        | Cochabamba (Bolivia)    | (14:32.58)              | 5 000m                  |                         |
| 2018                    | Juegos Bolivarianos                         | Cuenca (Ecuador)        | (14:59.49)              | 5 000m                  |                         |
| 2018                    | Juegos Bolivarianos                         | Cuenca (Ecuador)        | (31:14.72)              | 10 000m                 |                         |
| 2019                    | Campeonato Sudamericano de Atletismo        | Lima (Perú)             | 4.° (13:57.80)          | 5 000m                  |                         |
| 2019                    | Campeonato Sudamericano de Atletismo        | Lima (Perú)             | (28:52.32)              | 10 000m                 |                         |
| 2019                    | Juegos Panamericanos                        | Lima (Perú)             | 4.° (28:34.37)          | 10 000m                 |                         |
| 2021                    | Campeonato Sudamericano                     | Guayaquil (Ecuador)     | 6.° (14:21.39)          | 5 000m                  |                         |
| 2022                    | Campeonato Sudamericano de Pista Cubierta   | Cochabamba (Bolivia)    | 5.° (4:04.58)           | 1 500m                  |                         |
| 2022                    | Campeonato Iberoamericano de Atletismo      | La Nucía (España)       | 9.° (8:52.18)           | 3 000m                  |                         |
| 2022                    | Juegos Bolivarianos                         | Valledupar (Colombia)   | (14:35.21)              | 5 000m                  |                         |
| 2022                    | Juegos Bolivarianos                         | Valledupar (Colombia)   | (29:40.80)              | 10 000m                 |                         |
| 2022                    | Juegos Sudamericanos                        | Asunción (Paraguay)     | 5.° (14:11.78)          | 5 000m                  |                         |
| 2022                    | Juegos Sudamericanos                        | Asunción (Paraguay)     | abandono                | 10 000m                 |                         |

## Mejores marcas personales
| Mejores marcas personales | Mejores marcas personales | Mejores marcas personales | Mejores marcas personales |
| Distancia                 | Tiempo                    | Lugar                     | Fecha                     |
| ------------------------- | ------------------------- | ------------------------- | ------------------------- |
| 3000 m                    | 8:32.11                   | Santa Cruz, (Bolivia)     | 2018                      |
| 5000 m                    | 13:57.80                  | Lima, (Perú)              | 2019                      |
| 10000 m                   | 28:34.37                  | Lima, (Perú)              | 2019                      |